# Liga de Campeones de la EHF femenina 2016-17
La Liga de Campeones de la EHF femenina  2016-17 es la 24.ª edición de la Champions femenina de balonmano.
El Györi ETO húngaro se proclamó campeón de esta edición tras vencer en la final al ŽRK Vardar macedonio.

## Sistema de competición
La primera fase del torneo está formada por una fase de grupos formada por cuatro grupos de cuatro equipos cada uno. Tres equipos se clasifican por un fase previa, habiéndose clasificado este año el Glassverket IF noruego, el HC Leipzig alemán y el RK Krim esloveno. Los tres primeros clasificados de cada grupo irán a una nueva fase formada por dos grupos. Después tendrán lugar los cuartos de final y la Final Four.

## Fase de grupos

### Grupo A
| Pos | Equipo         | PJ | PG | PE | PP | GF  | GC  | Dif | Pts | Calificación |
| --- | -------------- | -- | -- | -- | -- | --- | --- | --- | --- | ------------ |
| 1.º | ŽRK Buducnost  | 6  | 5  | 0  | 1  | 158 | 136 | +22 | 10  | Avanza       |
| 2.º | Metz Handball  | 6  | 4  | 0  | 2  | 146 | 133 | +13 | 8   | Avanza       |
| 3.º | Thüringer HC   | 6  | 3  | 0  | 3  | 148 | 153 | -5  | 6   | Avanza       |
| 4.º | Glassverket IF | 6  | 0  | 0  | 6  | 128 | 158 | -30 | 0   |              |

### Grupo B
| Pos | Equipo            | PJ | PG | PE | PP | GF  | GC  | Dif | Pts | Calificación |
| --- | ----------------- | -- | -- | -- | -- | --- | --- | --- | --- | ------------ |
| 1.º | ŽRK Vardar        | 6  | 5  | 1  | 0  | 220 | 148 | +72 | 11  | Avanza       |
| 2.º | Ferencvárosi TC   | 6  | 4  | 1  | 1  | 172 | 154 | +18 | 9   | Avanza       |
| 3.º | HC Astrakhanochka | 6  | 1  | 0  | 5  | 156 | 189 | -33 | 2   | Avanza       |
| 4.º | HC Leipzig        | 6  | 1  | 0  | 5  | 139 | 196 | -57 | 2   |              |

### Grupo C
| Pos | Equipo         | PJ | PG | PE | PP | GF  | GC  | Dif | Pts | Calificación |
| --- | -------------- | -- | -- | -- | -- | --- | --- | --- | --- | ------------ |
| 1.º | Györi ETO      | 6  | 5  | 0  | 1  | 174 | 147 | +27 | 10  | Avanza       |
| 2.º | CSM București  | 6  | 3  | 0  | 3  | 142 | 145 | -3  | 6   | Avanza       |
| 3.º | HC Midtjylland | 6  | 3  | 0  | 3  | 135 | 150 | -15 | 6   | Avanza       |
| 4.º | Rostov-Don     | 6  | 1  | 0  | 5  | 142 | 151 | -9  | 2   |              |

### Grupo D
| Pos | Equipo       | PJ | PG | PE | PP | GF  | GC  | Dif | Pts | Calificación |
| --- | ------------ | -- | -- | -- | -- | --- | --- | --- | --- | ------------ |
| 1.º | RK Krim      | 6  | 4  | 0  | 2  | 168 | 165 | +3  | 8   | Avanza       |
| 2.º | Larvik HK    | 6  | 3  | 0  | 3  | 174 | 170 | +4  | 6   | Avanza       |
| 3.º | Team Esbjerg | 6  | 3  | 0  | 3  | 164 | 151 | +13 | 6   | Avanza       |
| 4.º | IK Sävehof   | 6  | 2  | 0  | 4  | 150 | 170 | -20 | 2   |              |

## Fase principal

### Grupo 1
| Pos | Equipo            | PJ | PG | PE | PP | GF  | GC  | Dif  | Pts | Calificación              |
| --- | ----------------- | -- | -- | -- | -- | --- | --- | ---- | --- | ------------------------- |
| 1.º | ŽRK Vardar        | 10 | 7  | 1  | 2  | 311 | 279 | +32  | 15  | Avanza a cuartos de final |
| 2.º | Ferenvárosi TC    | 10 | 6  | 2  | 2  | 290 | 265 | +25  | 14  | Avanza a cuartos de final |
| 3.º | ŽRK Buducnost     | 10 | 7  | 0  | 3  | 286 | 248 | +38  | 14  | Avanza a cuartos de final |
| 4.º | Metz Handball     | 10 | 5  | 0  | 5  | 273 | 238 | +35  | 10  | Avanza a cuartos de final |
| 5.º | Thüringer HC      | 10 | 2  | 1  | 7  | 257 | 286 | -29  | 5   | Eliminado                 |
| 6.º | HC Astrakhanochka | 10 | 1  | 0  | 9  | 229 | 330 | -101 | 2   | Eliminado                 |

### Grupo 2
| Pos | Equipo         | PJ | PG | PE | PP | GF  | GC  | Dif | Pts | Calificación              |
| --- | -------------- | -- | -- | -- | -- | --- | --- | --- | --- | ------------------------- |
| 1.º | Györi ETO      | 10 | 8  | 1  | 1  | 305 | 234 | +71 | 17  | Avanza a cuartos de final |
| 2.º | Larvik HK      | 10 | 5  | 2  | 3  | 279 | 271 | +8  | 12  | Avanza a cuartos de final |
| 3.º | CSM București  | 10 | 5  | 1  | 4  | 265 | 257 | +8  | 11  | Avanza a cuartos de final |
| 4.º | HC Midtjylland | 10 | 5  | 0  | 5  | 250 | 241 | +9  | 10  | Avanza a cuartos de final |
| 5.º | RK Krim        | 10 | 3  | 0  | 7  | 238 | 290 | -52 | 6   | Eliminado                 |
| 6.º | Team Esbjerg   | 10 | 2  | 0  | 8  | 251 | 295 | -44 | 4   | Eliminado                 |

## Cuartos de final
- HC Midtjylland 50 - 54  ŽRK Vardar (26-28) (24-26)
- Metz Handball 54 - 59  Györi ETO (32-31) (22-28)
- CSM București 57 - 51  Ferencvárosi TC (30-25) (27-26)
- ŽRK Buducnost 66 - 47  Larvik HK (31-17) (35-30)

## Final Four
Semifinales
- ŽRK Buducnost 20 - 26  Györi ETO
- CSM București 33 - 38  ŽRK Vardar

Tercer puesto
- ŽRK Buducnost 20 - 26  CSM București

Final
- Györi ETO 31 - 30  ŽRK Vardar